# Mirza Ali Yar Beg
Mirza Ali Yar Beg (* 13. November 1970) ist ein pakistanischer Badmintonspieler. 

## Karriere
Mirza Ali Yar Beg wurde 1988 erstmals pakistanischer Meister im Herreneinzel. Drei weitere Titel folgten in dieser Disziplin bis 1999. Bei den Südasienspielen 2004 gewann er Bronze im Mixed und Silber mit dem Team. 1989, 1991, 1993 und 1995 nahm er an den Badminton-Weltmeisterschaften teil.

## Sportliche Erfolge
| Saison | Veranstaltung     | Disziplin    | Platz | Name                              |
| ------ | ----------------- | ------------ | ----- | --------------------------------- |
| 1991   | Weltmeisterschaft | Herrendoppel | 33    | Mirza Ali Yar Beg / Islam Amir    |
| 2004   | Südasienspiele    | Mixed        | 3     | Mirza Ali Yar Beg / Saima Manzoor |
| 2004   | Südasienspiele    | Team         | 2     | Pakistan                          |

## Referenzen
- Mirza Ali Yar Beg beim Badminton-Weltverband

| Personendaten    | Personendaten                   |
| ---------------- | ------------------------------- |
| NAME             | Yar Beg, Mirza Ali              |
| KURZBESCHREIBUNG | pakistanischer Badmintonspieler |
| GEBURTSDATUM     | 13. November 1970               |